# Bicko Selo
Bicko Selo – wieś w Chorwacji, w żupanii brodzko-posawskiej, w gminie Garčin. W 2011 roku liczyła 517 mieszkańców.